# Nog
Nog, interpretat per Aron Eisenberg, és un personatge recurrent a la sèrie de televisió de ciència-ficció Star Trek: Deep Space Nine (DS9). Membre de l'espècie alienígena amb ànim de lucre coneguda com els ferengi, es converteix en el primer ferengi a unir-se a la Flota Estel·lar, on destaca primer com a cadet i després com a oficial. És el nebot del taverner ferengi Quark, un personatge important de la sèrie; és fill del germà de Quark Rom; i amic íntim de Jake Sisko, el fill del protagonista de Deep Space Nine Benjamin Sisko. Els episodis de la sèrie sovint emparellaven Nog amb Jake.
Nog és el personatge principal de l'episodi "It's Only a Paper Moon", que va ser conegut per explorar la seva recuperació del trastorn per estrès posttraumàtic.

## Biografia del personatge fictici
A l'univers de Star Trek, Nog era fill de Rom i Prinadora i va néixer a Ferenginar l'any 2353. Més tard, es va mudar amb el seu pare a Espai Profund 9 i va treballar al bar del seu oncle Quark. Aquesta vegada es representa a DS9, i Nog es caracteritza per ser molt entremaliat i un petit delinqüent. Al llarg de la sèrie, Nog es fa amic de Jake Sisko. A les primeres temporades de DS9 és, encara que a contracor, un dels primers estudiants de l'escola de Keiko O'Brien. Quan Rom, sota la pressió de Quark i Gran Nagus Zek, treu Nog de l'escola, Jake li fa classes particulars sense que Rom ho sàpiga ("The Nagus").
Reconeixent que el seu pare no va aprofitar la seva competència en mecànica i electrònica, i no volent seguir els seus passos, Nog decideix emprendre una carrera en la qual pugui fer alguna cosa per si mateix. Demana una recomanació del comandant Benjamin Sisko per ser admès a l'Acadèmia de la Flota Estel·lar ("Heart of Stone"). Sisko resta força convençut que aquest jove ferengi va de debò amb aquesta ambició inusualment poc rendible per a la seva espècie, i Nog és admès amb la seva recomanació i es converteix en el primer ferengi de la Flota Estel·lar ("Facets").
La Flota Estel·lar assigna Nog a Deep Space Nine com a part del seu entrenament de camp de cadets ("The Ascent"). En tornar a l'estació, ell i Jake es converteixen en companys d'habitació. Com a cadet, Nog treballa principalment sota les ordres del cap d'operacions Miles O'Brien. Nog rep un nomenament com a alferes poc abans que la Flota Estel·lar recuperi Espai Profund 9 durant la Guerra del Domini  ("Favor the Bold").
En ple apogeu de la Guerra del Domini, Nog perd la cama a causa d'una ferida de batalla ("The Siege of AR-558"). Tot i que li creix una cama biosintètica per substituir la que li van amputar, després de mesos de teràpia, Nog encara sent dolor fantasma a la cama nova. Nog tria una simulació holosuite d'una discoteca de Las Vegas com a lloc per recuperar-se del seu trauma i adaptar-se a l'ús d'una extremitat artificial, vivint a l'holosuite fins que el cantant simulat d'una discoteca Vic Fontaine l'obliga a marxar ("It's Only a Paper Moon").
Un dels últims actes de Sisko abans d'unir-se als Profetes és ascendir Nog al rang de tinent júnior (DS9: "What You Leave Behind").
Al segle XXXII, la Flota Estel·lar ha batejat una nau estel·lar amb el nom de Nog. L'USS Nog (una nau estel·lar de la classe Eisenberg, anomenada així per l'actor Aron Eisenberg, que va interpretar Nog i havia mort recentment) està estacionada a la seu de la Federació. (Star Trek: Discovery: "Die Trying")

## Episodis principals
L'episodi "It's Only a Paper Moon", se centra en la recuperació de Nog del trauma d'haver perdut la cama a l'episodi "The Siege of AR-558". Aquests dos episodis van ser classificats com els 14è i 15è millors de Star Trek: Deep Space Nine per The Hollywood Reporter el 2016.  Hollywood Reporter va classificar "It's Only a Paper Moon" com el 56è millor de tots els episodis de la franquícia Star Trek emesos el 2016, qualificant-lo d'història commovedora i ambiciosa. Zach Handlen de The A.V. Club va lloar l'actuació d'Aron Eisenberg en aquest episodi, i va assenyalar que la seva interpretació del TEPT de Nog "té alguns avantatges reals, i alguns aspectes haurien de ser familiars per a qualsevol que hagi patit un període de depressió severa".
Stephanie Marceau, escrivint per a Screen Rant, va classificar els deu millors episodis amb Nog:
1. It's Only A Paper Moon
2. Heart of Stone
3. The Magnificent Ferengi
4. The Jem'Hadar
5. Treachery, Faith, and the Great River
6. Badda-Bing Badda-Bang
7. The Visitor
8. Progress
9. Valiant
10. Empok Nor

Marceau va dir de "Its Only a Paper Moon" que "Veure com Nog afrontava els seus sentiments contradictoris i el trauma sobre la guerra i la Flota Estel·lar va ser poderós i inspirador" i va trobar "respectuós" el tractament de la pèrdua del personatge per part de la sèrie. Clint Worthington, escrivint per a SyFy, va sentir que "Heart of Stone", en què Nog decideix unir-se a la Flota Estel·lar, va ser l'episodi més important de Nog; també va assenyalar "The Siege of AR-558", en què Nog s'enfronta a les dificultats de la guerra.

## Aparicions
Nog apareix als següents episodis de Star Trek: Deep Space Nine:
| Temporada 1 - Emissary - A Man Alone - The Nagus - The Storyteller - Progress Temporada 2 - The Siege - Sanctuary - The Jem'Hadar Temporada 3 - Life Support - Heart of Stone - Facets Temporada 4 - The Visitor (versió línia temporal alternativa) - Little Green Men - Homefront - Paradise Lost - Shattered Mirror (Univers mirall) Temporada 5 - The Ascent - The Darkness and the Light - For the Uniform - Soldiers of the Empire - Blaze of Glory - Empok Nor - In the Cards - Call to Arms | Temporada 6 - A Time to Stand - Rocks and Shoals - Behind the Lines - Favor the Bold - Sacrifice of Angels - You Are Cordially Invited... - The Magnificent Ferengi - Far Beyond the Stars - One Little Ship - Valiant - Profit and Lace - Tears of the Prophets Temporada 7 - Image in the Sand - Take Me Out to the Holosuite - Chrysalis - Treachery, Faith, and the Great River - The Siege of AR-558 - It's Only a Paper Moon - Badda-bing, Badda-bang - 'Til Death Do Us Part - The Changing Face of Evil - When it Rains... - The Dogs of War - What You Leave Behind |

## Recepció
El 2016, el personatge de Nog va ser classificat com el 51è personatge més important de Flota  Estel·lar dins de l'univers de ciència-ficció de Star Trek per la revista Wired.
Richard A. Hall va observar que no menys important a través de sota la influència dels seus veïns de la Flota Estel·lar, Nog esdevé un individu més atent i curós al llarg de la sèrie.
El cocreador i co-productor de Discovery Alex Kurtzman va veure en Nog "un personatge que exemplificava la possibilitat de resiliència després d'un període de foscor". Malissa Longo, vídua de l'intèrpret Aron Eisenberg, va comentar: "Nog va ser un pioner a DS9. No tinc cap dubte que hauria deixat una impressió duradora a la Federació".
El 2019, Clint Worthington, escrivint per a SyFy, va dir que Nog era "un dels personatges més aspiracionals de Star Trek", assenyalant com el personatge va progressar al llarg de la sèrie. Assenyalen que a les primeres temporades "va arrossegar Jake a una desventura o altra", un company rialler de Jake, però després a "Heart of Stone" s'adona que no li agrada cap a on va la seva vida. Amb l'ajuda del comandant Sisko, fixa els seus somnis a la Flota Estel·lar amb l'esperança de superar les oportunitats limitades que té disponibles.
CNN recordava en Nog com el paper principal de l'actor Eisenberg a la seva carrera quan va morir el 2019